# Jan van Houwelingen

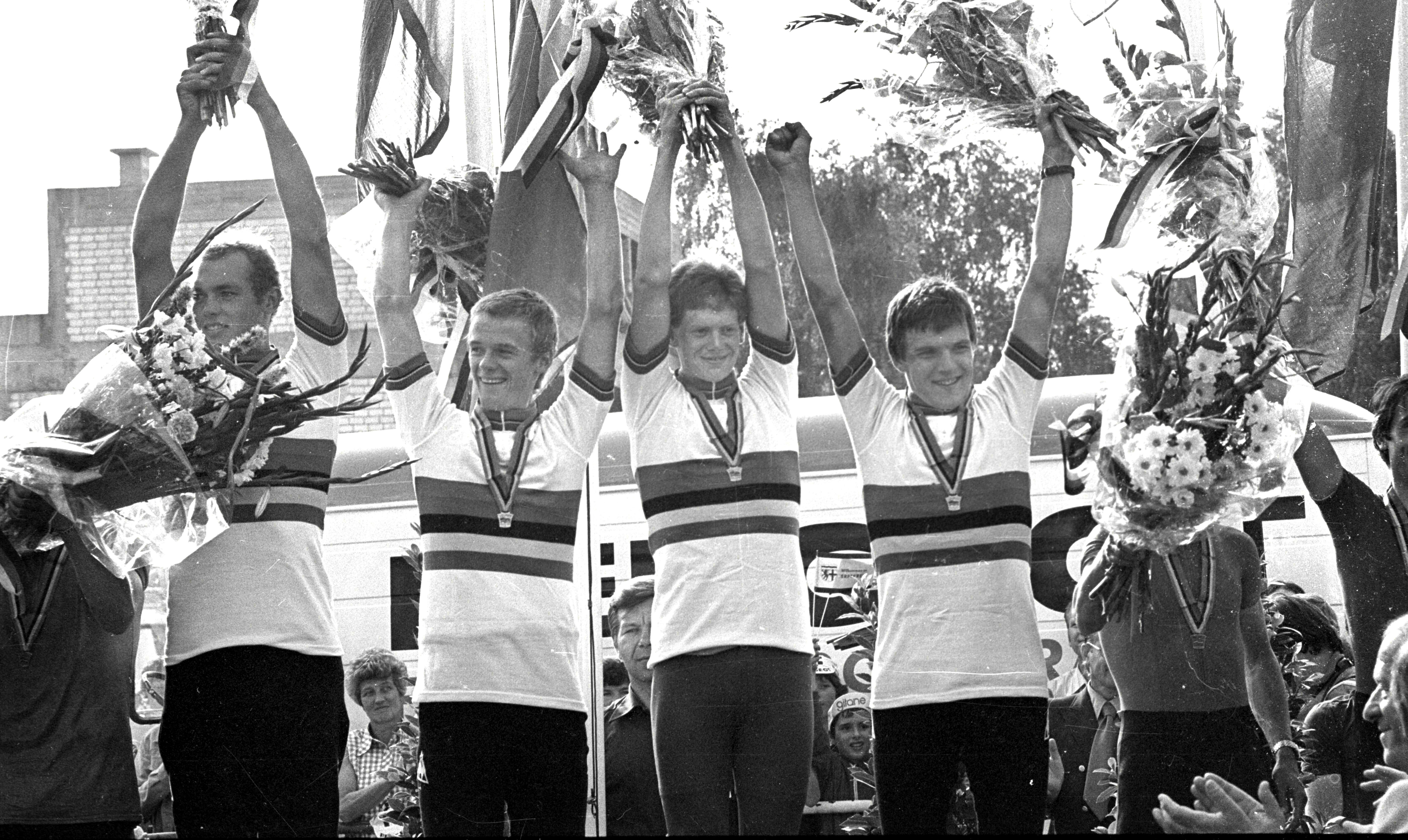
von links nach rechts: Jan van Houwelingen, Bart van Est, Bert Oosterbosch, Guus Bierings

Jan van Houwelingen (* 12. Januar 1955 in Heesselt (Provinz Gelderland)) ist ein ehemaliger niederländischer Radrennfahrer und Weltmeister im Radsport.

## Sportliche Laufbahn
Als Amateur gewann er mit Bert Oosterbosch, Guus Bierings und Bart van Est bei den UCI-Straßen-Weltmeisterschaften 1978 den Titel im Mannschaftszeitfahren. 1977 holte er einen Etappensieg in der Olympia’s Tour, 1978 wurde er hinter Arie Hassink Zweiter der Gesamtwertung.
1979 wurde er Berufsfahrer im Radsportteam Lano-Boule d’Or und blieb bis 1987 als Radprofi aktiv. Neben einigen Kriterien gewann er als Profi das Eintagesrennen Omloop van de Westhoek 1979, die Etappenrennen Tour Européen Lorraine-Alsace und die Tour de Perpignan 1983 sowie eine Etappe der Schweden-Rundfahrt 1984. 1979 wurde er mit Fons De Wolf Zweiter der Trofeo Baracchi. Er bestritt alle Grand Tours.
| Grand Tour            | 1979 | 1980 | 1981 | 1982 | 1983 | 1984 | 1985 |
| --------------------- | ---- | ---- | ---- | ---- | ---- | ---- | ---- |
| Vuelta a EspañaVuelta | 55   | –    | –    | –    | DNF  | –    | –    |
| Giro d’ItaliaGiro     | –    | DNF  | –    | –    | –    | –    | –    |
| Tour de FranceTour    | –    | –    | DNF  | 99   | 80   | –    | 104  |

In den Rennen der Monumente des Radsports war der 26. Platz im Rennen Paris–Roubaix 1983 sein bestes Resultat.

## Familiäres
Sein älterer Bruder Adri van Houwelingen war ebenfalls Radprofi.